# الحزب الأمريكي في ولاية كارولينا الجنوبية

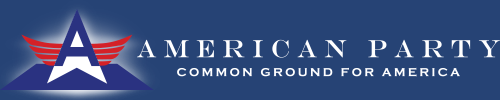
شعار الحزب الأمريكي في ولاية كارولينا الجنوبية.

الحزب الأمريكي في ولاية كارولينا الجنوبية هو الحزب الثالث في الولايات المتحدة, وقد تأسس في عام 2014؛ ويعتبر الحزب الوحيد النشط في ولاية كارولينا الجنوبية.

## نشأته وتأسيسه
أسس الطبيب اوسكار لافيس والمشرف السابق للتعليم العام جيم ريكس الحزب الأمريكي في ولاية كارولينا الجنوبية, في عام 2014.ووفقا لتصريحات اوسكار لافس وجيم ريكس فأن الدافع لتأسيسهم هذا الحزب هو لتقديم بديل وسطي بين الحزب الجمهوري والحزب الدومقراطي والذي من شأنه معالجة ضعف الحكومة المتوقع. وقد بدأ اوسكار لافيس وجيم ريكس بجمع 10,000توقيع على عريضة قدموها في معرض أقيم بالولاية, في عام 2013 ؛و ذلك كي يعترف بالحزب رسميا تحت قانون ولاية كارولينا الجنوبية.
وبسبب أستياء الناخبين في الولايات المتحده أغلقت الحكومة الفدرالية ,في عام 2013,والتي تزامن أغلاقها مع المعرض مما ساعد في رفع مستوى الاهتمام للحزب الجديد المقترح.
كان عام 2014 هو السنة الأولى لنشاط الحزب الأنتخابي، ولهذا فأنه كان غير مجدي بأن يرشح أربع للمناصب العامة في ولاية كارولينا الجنوبية.فكان الشباب الأمريكيون هم الذراع للحزب ,فقد ساهموا في التأسيس , في الفصل الأفتتاحي في جامعة وينثرب لنفس العام.
وفي عام 2016,حضر المؤتمر الحكومي 61 مندوبا من الحزب ,من تسع مقاطعات ,من ولاية كارولينا الجنوبية.ورشح فيها بيتر سكيوز لمنصب رئيس الولايات المتحدة ,وكذلك رشح خمس مرشحين لمناصب مكتبية أخرى. سجل الحزب في لجنة الانتخابات الفدرالية في عام 2016, وبهذا فقد تأمل الحزب أن يتوسع خارج ولاية كارولينا الجنوبية.

## النهج السياسي
صرح الحزب بأنه يدعم قانون احتساب فترة شغل الأفراد لمنصب ما ومنعهم من تجاوز عدد السنوات المفروضه، وتمويل الحملات الأنتخابيه الأصلاحية، وردع المشكلات من المنتصف بدلا من الحزب اليميني أو اليساري.     